# 小波分析
小波分析（英語：wavelet analysis）或小波轉換（英語：wavelet transform）是指用有限長或快速衰減的「母小波」的振盪波形來表示信號。該波形受縮放和平移以匹配輸入的信號。
「小波」（英語：mother wavelet）一詞由法國學者吉恩·莫莱特和亞歷克斯·格羅斯曼在1980年代早期提出。他們用的是法語詞，意思就是「小波」。後來在英語裡，改為而成了。
小波變化的發展，承襲加伯轉換的局部化思想，並且克服了傅立葉和加伯轉換的部分缺陷，小波變換提供了一個可以調變的時頻窗口，窗口的寬度（width）隨著頻率變化，頻率增高時，時間窗口的寬度就會變窄，以提高解析度．小波在整個時間範圍內的振幅平均值為0，具有有限的持續時間和突變的頻率與震幅，可以是不規則，或不對稱的訊號。
小波變換分成兩個大類：離散小波變換（DWT） 和連續小波轉換（CWT）。兩者的主要區別在於，連續變換在所有可能的縮放和平移上操作，而離散變換採用所有縮放和平移值的特定子集。
小波理論和幾個其他課題相關。所有小波變換可以視為時域頻域表示的形式，所以和調和分析相關。所有實際有用的「離散小波變換」使用包含有限脈衝響應濾波器的濾波器段（filter band）。構成CWT的小波受卡尔·屈普夫缪勒的屈普夫缪勒不确定性原理制約。

## 母小波
簡單來說（技術上並非如此），母小波函數{\displaystyle \psi \ (t)}必須滿足下列條件：
{\displaystyle \int _{-\infty }^{\infty }|\psi (t)|\ ^{2}\,dt=1},也即{\displaystyle \psi \in L^{2}(\mathbb {R} )}並單位化
{\displaystyle \int _{-\infty }^{\infty }|\psi \ (t)|\,dt<\infty },也即{\displaystyle \psi \in L^{1}(\mathbb {R} )}
{\displaystyle \int _{-\infty }^{\infty }\psi \ (t)\,dt=0}
多數情況下，需要要求{\displaystyle \psi }連續且有一個矩(moment)為0的大整數M，也即對所有整數m<M滿足
{\displaystyle \int _{-\infty }^{\infty }t^{m}\,\psi \ (t)\,dt=0}
即母小波有M個消失矩(vanishing moment)，且M不等於0，這表示母小波必須不是常數且均值為0。
{\displaystyle \int _{-\infty }^{\infty }{\frac {|{\overset {\frown }{\psi }}(\omega )|^{2}}{|\omega |}}d\omega <\infty \ \ }，稱作可採納性(admissibility condition)，其中{\displaystyle {\overset {\frown }{\psi }}(\omega )}是 {\displaystyle \psi (t)}的傅立葉轉換。
技術上來講，母小波必須滿足可採納性條件以使某個分辨率的恆等成立。
根據Morlet的原始形式，母小波定義為
{\displaystyle \psi _{a,b}(t)={1 \over {\sqrt {a}}}\psi \left({{t-b} \over a}\right)}
其中a是縮放因子，當|a|<1時，母小波被壓縮，在時間軸上有較小的支撐度，並且對應到高頻，因為母小波變窄、變化變快，
反之，當|a|>1時，母小波變寬、變化較慢，所以對應到低頻。b則是平移參數，用來決定母小波的位置。
根據信號處理的屈普夫缪勒不确定性原理：
{\displaystyle \Delta t\Delta \omega \geqq {\frac {1}{2\pi }}}
t 是時間，ω是角頻率(ω = 2πf，f是瞬時頻率)。
當時間解析度較高時，頻率解析度就會下降，反之，頻率解析度高時，時間解析度下降。當母小波或窗函數取的越寬，{\displaystyle \Delta t}的值越大。
當{\displaystyle \Delta t}越大:
1. 縮放因子越大，對應低頻。
2. 頻率解析度高。
3. 時間解析度低。
當{\displaystyle \Delta t}越小:
1. 縮放因子越小，對應高頻。
2. 頻率解析度低。
3. 時間解析度高。
雖然跟短時距傅立葉轉換一樣能同時分析時間和頻率，但是小波轉換在高頻的時間解析度較好，在低頻時則是頻率解析度較好，
剛好符合我們對訊號分析在高低頻的解析度要求，因為在低頻時，例如頻率從1Hz變到2Hz，頻率差了一倍，所以頻率的變化相較時間的變化是比較明顯且重要的，然而在高頻時，例如頻率從1000Hz變到1001Hz，頻率相較時間的變化不大，所以對時間解析度的要求較高。但是短時距傅立葉轉換的解析度並不會隨著頻率而變化，下圖顯示兩者解析度變化的比較:

## 母小波的限制
1. 為了分析局部的高頻成分，有值区间必须是有限長度的區間(compact support)
2. 必须是实函数
3. 偶对称(Even Symmetric)或是奇对称(Odd Symmetric)，較容易計算
4. 消失動量(vanish moment)尽量大
5. 可採納性(Admissibility Criterion)要存在才存在反小波轉換

補充：
1.紧支撑（compact support）定義：
支撑（support）：函數值非零的區間
紧支撑（compact support）：支撑的長度是有限的
2.偶對稱、奇對稱較容易計算的原因：
若母小波{\displaystyle \psi (t)}為偶對稱：
{\displaystyle \psi (t)=\psi (-t)}
{\displaystyle \int _{-\infty }^{\infty }f\ (t)\,\psi \left({{t-a} \over b}\right)dt=\int _{a}^{\infty }\ (\ f(t)+f(2a-t)\,)\psi \left({{t-a} \over b}\right)dt}
若母小波{\displaystyle \psi (t)}為奇對稱：
{\displaystyle \psi (t)=-\psi (-t)}
{\displaystyle \int _{-\infty }^{\infty }f\ (t)\,\psi \left({{t-a} \over b}\right)dt=\int _{a}^{\infty }\ (\ f(t)-f(2a-t)\,)\psi \left({{t-a} \over b}\right)dt}
3.可採納性(Admissibility Criterion):
{\displaystyle \int _{-\infty }^{\infty }{\frac {|{\overset {\frown }{\psi }}(\omega )|^{2}}{|\omega |}}d\omega <\infty \ \ }，稱作可採納性(admissibility condition)，其中{\displaystyle {\overset {\frown }{\psi }}(\omega )}是 {\displaystyle \psi (t)}的傅立葉轉換。

## 消失矩
母小波{\displaystyle \psi (t)}盡量選越高頻(意即vanish moment大的)越好．因此我們必須線先認識消失矩（vanish moment）的定義
k階動量(k-th moment)：
{\displaystyle m_{k}=\int _{-\infty }^{\infty }t^{k}\,\psi \ (t)\,dt}
若{\displaystyle m_{0}=m_{1}=m_{2}=.....=m_{p-1}=0}，則我們稱母小波{\displaystyle \psi (t)}的消失動量為p
消失動量越高，經內積後被濾掉的低頻成分越多．
一些計算消失動量的例子：
1.哈爾基底(haar basis)：
哈爾基底函數的數學表示式:
{\displaystyle \psi (t)={\begin{cases}1\quad &0\leq t<1/2,\\-1&1/2\leq t<1,\\0&{\mbox{otherwise.}}\end{cases}}}
其中我們可以計算：
{\displaystyle m_{0}=\int _{-\infty }^{\infty }\,\psi \ (t)\,dt=0}
{\displaystyle m_{1}=\int t\psi (t)\,dt\neq 0}
因此，哈爾基底(haar basis)的消失動量為1
2.墨西哥帽函數
墨西哥帽函數的數學表示式:
{\displaystyle \psi (t)={\frac {2^{5/4}}{\sqrt {3}}}(1-2\pi t^{2})e^{-\pi t^{2}}}
仔細觀察，{\displaystyle \psi (t)} 其實是高斯函數的二次微分:
{\displaystyle \psi (t)=C{\frac {d^{2}}{dt^{2}}}e^{-\pi t^{2}},C=} 常數。
而高斯函數做傅立葉轉換仍是高斯函數
{\displaystyle \psi (t)=C{\frac {d^{2}}{dt^{2}}}e^{-\pi t^{2}}\to -C4\pi ^{2}f^{2}e^{-\pi f^{2}}}
利用{\displaystyle {\frac {1}{(-j2\pi )^{k}}}G^{(k)}(0)=\int t^{k}g(t)\,dt}
可以算出{\displaystyle m_{0}=m_{1}=0,m_{2}\neq 0}
所以墨西哥帽函數的消失動量為2。
3.高斯函數的p次微分
高斯函數的p次微分的數學表示式:
{\displaystyle \psi (t)={\frac {d^{p}}{dt^{p}}}e^{-\pi t^{2}}}
其傅立葉轉換為{\displaystyle (j2\pi f)^{p}e^{-\pi f^{2}}}。
利用{\displaystyle {\frac {1}{(-j2\pi )^{k}}}G^{(k)}(0)=\int t^{k}g(t)\,dt}
可以算出{\displaystyle m_{0}=m_{1}=m_{p-1},m_{p}\neq 0}。
所以高斯函數p次微分的消失動量為p。
同時也可以印證，墨西哥帽函數是高斯函數的二次微分，消失動量為2

## 尺度函數
尺度函數（scaling function）的定義為：
{\displaystyle \int _{-\infty }^{\infty }\Phi (f)e^{j2\pi ft}df}  ,where {\displaystyle |\Phi (f)|^{2}=\int _{f}^{\infty }{\frac {|\Psi (f)|^{2}}{|f_{1}|}}df_{1}} for {\displaystyle f>0,\Phi (-f)=\Phi ^{*}(f)}
性質：
- 當 {\displaystyle f>0}, {\displaystyle \Phi (-f)=\Phi ^{*}(f)}
- {\displaystyle |\Phi (f)|^{2}} 數值會隨 {\displaystyle f} 數值增加而減少，所以 {\displaystyle \Phi (f)} 是一個低通濾波器。
- 尺度函數就相當於哈爾轉換矩陣的第一列。

實作用途：
原本小波轉換的逆轉換：
{\displaystyle x(t)={\frac {1}{C_{\psi }}}{\big [}\int _{0}^{\infty }\int _{-\infty }^{\infty }{\frac {1}{b^{5/2}}}X_{W}(a,b)\psi ({\frac {t-a}{b}})dadb{\big ]}}
使用尺度函數，我們可以把b的積分範圍從 {\displaystyle (0,\infty )} 改為 {\displaystyle (0,b_{0})}，變為有限範圍的積分計算，並修正小波轉換的逆轉換為以下式子：{\displaystyle x(t)={\frac {1}{C_{\psi }}}{\big [}\int _{0}^{b_{0}}\int _{-\infty }^{\infty }{\frac {1}{b^{5/2}}}X_{W}(a,b)\psi ({\frac {t-a}{b}})dadb+\int _{-\infty }^{\infty }{\frac {1}{b_{0}^{3/2}}}LX_{W}(a,b_{0})\phi ({\frac {t-a}{b_{0}}})da{\big ]}}
其中{\displaystyle LX_{W}(a,b_{0})={\frac {1}{\sqrt {b_{0}}}}\int _{-\infty }^{\infty }x(t)\phi ({\frac {t-a}{b_{0}}})}
證明：
If {\displaystyle y_{1}(t)={\frac {1}{C_{\psi }}}{\big [}\int _{0}^{b_{0}}\int _{-\infty }^{\infty }{\frac {1}{b^{5/2}}}X_{W}(a,b)\psi ({\frac {t-a}{b}})dadb}, and {\displaystyle y_{2}(t)={\frac {1}{C_{\psi }}}\int _{-\infty }^{\infty }{\frac {1}{b_{0}^{3/2}}}LX_{W}(a,b_{0})\psi ({\frac {t-a}{b_{0}}})da},
{\displaystyle Y_{1}(f)=X(f){\frac {1}{C_{\psi }}}\int _{0}^{b_{0}}|\Psi (bf)|^{2}{\frac {db}{b}}=X(f){\frac {1}{C_{\psi }}}\int _{0}^{b_{0}f}|\Psi (f_{1})|^{2}{\frac {df_{1}}{f_{1}}}}
{\displaystyle y_{2}(t)={\frac {1}{b_{0}^{2}C_{\psi }}}x(t)\cdot \phi ({\frac {-1}{b_{0}}})\cdot \phi ({\frac {t}{b_{0}}})}
{\displaystyle Y_{2}(f)=X(f){\frac {1}{C_{\psi }}}\Phi (-b_{0}f)\Phi (b_{0}f)=X(f){\frac {1}{C_{\psi }}}\Phi ^{*}(b_{0}f)\Phi (b_{0}f)=X(f){\frac {1}{C_{\psi }}}|\Phi (b_{0}f)|^{2}=X(f){\frac {1}{C_{\psi }}}\int _{b_{0}f}^{\infty }{\frac {|\Psi (f_{1})|^{2}}{|f_{1}|}}df_{1}}
Therefore, if {\displaystyle y(t)=y_{1}(t)+y_{2}(t)}, then
{\displaystyle Y(f)=Y_{1}(f)+Y_{2}(f)=X(f){\frac {1}{C_{\psi }}}\int _{0}^{b_{0}f}|\Psi (f_{1})|^{2}{\frac {df_{1}}{f_{1}}}+X(f){\frac {1}{C_{\psi }}}\int _{b_{0}f}^{\infty }|\Psi (f_{1})|^{2}{\frac {df_{1}}{f_{1}}}=X(f){\frac {1}{C_{\psi }}}\int _{0}^{\infty }|\Psi (f_{1})|^{2}{\frac {df_{1}}{f_{1}}}=X(f)}
得證 {\displaystyle y(t)=x(t)}.

## 母小波的一些例子
|  |  |  |

## 和傅里葉變換比較
小波變換經常和傅里葉變換做比較，在後者中信號用正弦函數的和來表示。
| 轉換形式         | 數學式 | 參數             |
| ---------------- | --- | ---------------- |
| 傅立葉變換       | {\displaystyle X(f)=\int _{-\infty }^{\infty }x(t)e^{-j2\pi ft}\,dt}                                                  | f, 頻率          |
| 短時距傅立葉變換 | {\displaystyle X(t,f)=\int _{-\infty }^{\infty }w(t-\tau )x(\tau )e^{-j2\pi f\tau }\,d\tau }                          | t, 時間; f, 頻率 |
| 小波轉換         | {\displaystyle X(a,b)={\frac {1}{\sqrt {b}}}\int _{-\infty }^{\infty }\ x(t){\Psi \left({\frac {t-a}{b}}\right)}\,dt} | b, 尺度; a, 平移 |

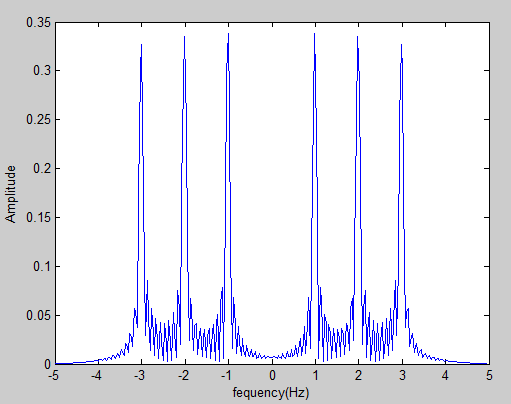
傅立葉轉換

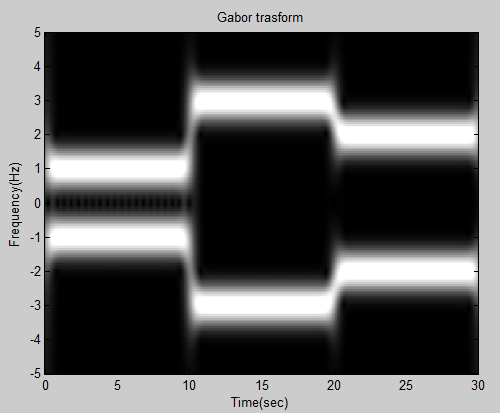
STFT

標準的傅立葉變換將訊號從時域轉換到頻率域上做分析，但沒辦法從頻率域上得知訊號在不同時間的頻率信息，只能知道該訊號包含哪些頻率成份，因此不適合用來分析一個頻率會隨著時間而改變的訊號，例如:音樂訊號。
然而短時距傅立葉變換（Short-time Fourier transform）（STFT）比傅立葉變換多了一個窗函數(window function)，可以分析出隨著時間變化的頻率,隨著窗函數大小的不同會有不同的頻率和時間解析度，以方形窗函數為例，當窗函數寬度越大，頻率的解析度越好，但時間解析度下降，反之，當窗函數寬度越小，時間的解析度越好，頻率解析度下降，然而有限長度的窗函數大小會限制頻率解析度，不過小波轉換能解決這個問題，通過多解析度分析通常可以給出更好的訊號表示。
另外，當輸入訊號為二維時（例如：影像），短時距傅立葉變換的輸出為四維度，但小波轉換仍是二維訊號，所以在影像處理上通常會使用小波轉換而非短時距傅立葉變換。
小波變換的計算複雜度也更小，只需要{\displaystyle {\mathcal {O}}(N)}時間，快於快速傅里葉變換的{\displaystyle {\mathcal {O}}(N\log N)}，其中{\displaystyle N}代表數據大小。

## 小波的定義
wavelet是指小型波(在傅立葉分析裡的弦波是大型波)，簡單說來，小波(wavelet)是一個衰減迅速的振盪。
有幾種定義小波（或者小波族）的方法:

### 縮放濾波器
小波完全通過縮放濾波器g——一個低通有限脈衝響應（FIR）長度為2N和為1的濾波器——來定義。在雙正交小波的情況，分解和重建的濾波器分別定義。
高通濾波器的分析作為低通的QMF來計算，而重建濾波器為分解的時間反轉。例如Daubechies和Symlet小波。

### 縮放函數
小波由時域中的小波函數{\displaystyle \psi (t)} (即母小波)和縮放函數{\displaystyle \phi (t)} (也稱為父小波)來定義。
小波函數實際上是帶通濾波器，每一級縮放將帶寬減半。這產生了一個問題，如果要覆蓋整個譜需要無窮多的級。縮放函數濾掉變換的最低級並保證整個譜被覆蓋到。詳細解釋請參看 （页面存档备份，存于） 。
對於有緊支撐的小波，{\displaystyle \phi (t)}可以視為有限長，並等價於縮放濾波器g。例如Meyer小波。

### 小波函數
小波只有時域表示，作為小波函數{\displaystyle \psi (t)}。例如墨西哥帽小波。

## 小波轉換的分類
小波轉換以輸入、輸出的連續或離散性質來區分，有三種:
|        | 輸入     | 輸出     | 小波轉換名稱 |
| ------ | -------- | -------- | --- |
| 第一種 | 連續函數 | 連續函數 | 连续小波变换（Continuous Wavelet Transform）                                                                        |
| 第二種 | 連續函數 | 離散函數 | 离散系数连续小波变换（Continuous Wavelet Transform with Discrete Coefficients) 有時候稱為discrete wavelet transform |
| 第三種 | 離散函數 | 離散函數 | 离散小波变换（Discrete Wavelet Transform）                                                                          |

傅立葉轉換(Fourier Transform)與小波轉換比較共有四種類型：
|        | 輸入     | 輸出     | 傅立葉轉換名稱                                      |
| ------ | -------- | -------- | --------------------------------------------------- |
| 第一種 | 連續函數 | 連續函數 | 傅立葉轉換(Fourier Transform)                       |
| 第二種 | 連續函數 | 離散函數 | 傅立葉級數(Fourier Series)                          |
| 第三種 | 離散函數 | 離散函數 | 離散傅立葉轉換(Discrete Fourier Transform)          |
| 第四種 | 離散函數 | 連續函數 | 離散時間傅立葉轉換(Discrete-time Fourier Transform) |

兩相比較我們可以看出，小波轉換並沒有輸入為離散函數、輸出為連續函數的類型（傅立葉轉換表格的第四種），原因在於該種類型並不實用．

## 應用
離散小波變換（DWT） 通常用於信號編碼，比如在工程和計算機科學，而連續小波轉換（CWT）通常用於信號分析，即科學研究类。小波變換現在獲大量不同的應用領域採納，有時甚至會取代了傅里葉變換的位置，在許多領域都有這樣的轉變。例如很多物理學的領域亦經歷了這個轉變，包括分子動力學，從頭計算（ab initio calculations），天文物理學，密度矩陣局部化，地球物理學，光學，湍流，和量子力學。其他經歷了這種變化的學科有圖像處理，血壓，心率和心電圖分析，DNA分析，蛋白質分析，氣象學，通用信號處理，語言識別，計算機圖形學，和多分形分析。
所有小波適用的運用中, 大致上有下列兩項特點：
1. 信號的頻率分佈，會隨著不同的時間(或地點)有較大變異
2. 多尺度的分析扮演重要的角色

通常在做訊號或影像處理的過程中，會面臨到取樣點的取捨:
1. 较长的采样间隔会忽略部分细节
2. 较短的采样间隔会产生大量的数据

而小波变换折中了这两个问题。

### 影像分割
影像分割可以定義為，將影像分成若干個區域，而這些像素組成區域必須為各個類似的像素所連結而成．
影像的分割大略可以分為:
1. 臨界值法
2. 區域法
3. 邊界法
4. 邊緣法

臨界值法：
主要是靠設定臨界值，來去區分物體與背景．
區域法：
將影像分為若干個子區域，這些子區域有相連性
邊界法：
藉由求影像梯度大小，來找出正確影像邊界的方法
邊緣法：
利用一階導數的大小來偵測出邊緣所在的位置，之後再使用一階導數的方向將小的邊緣連結成邊界的方法．
藉由小波轉換的方法，將原始的影像，經過特定的小波轉換的技巧後, EX: symlets wavelet, 濾除掉雜訊，並且
對Ｘ軸方向做一次小波轉換，對Y軸方向做一次小波轉換，之後採用影像分割的方法，提高影像分割的精確度．

### 影像壓縮
影像壓縮的過程
原始的圖形資料 -> 色彩模式的轉換 -> DCT轉換 -> 量化器 -> 編碼器 -> 壓縮完成
小波轉換最常見的應用是用於影像壓縮。和其他變換一樣，小波變換可以用於原始影像（例如圖像），然後將變換後的數據編碼，得到有效的壓縮。影像壓縮通常可分為三大步驟，分別是轉換(Transform)、量化(Quantization)和編碼(Coding)。其中轉換這個步驟是將原始資料轉換成另一種表示法，可經由逆轉換得到原始訊號。轉換的目的在於除去訊號取樣的相關性，也就是去除取樣間的累贅。在對影像資料轉換時，通常是將影像先分割成不重疊小區塊，再對小區塊進行單位轉換，而單位轉換是一種可逆的轉換，其演算的核心為正交的基底函數。訊號可以分為規則性訊號與非規則性訊號兩類，所謂規則性訊號即是訊號中所有組成物是同時發生的；而非規則性訊號其組成物並非是同時發生。對於規則的訊號，理想且有效的轉換方式是傅立葉轉換。而適用於非規則性信號的工具就是小波轉換。較為知名的影像壓縮檔案格式JPEG 2000就是採用小波的圖像標準，演算法細節請參考小波壓縮。
小波影像壓縮未來的趨勢為:
1. 支援更多的色彩, EX: RGB
2. 加強運算能力，使其能夠支援更多影像格式
3. 使用小波变换消除高頻訊號，加快運算
4. 應用在視訊處理上

### 邊緣偵測
小波轉換亦常應用於影像的邊緣偵測（edge detection），傳統的影像邊緣偵測採用二維差分運算子以偵測影像邊緣，乃假設影像邊緣上和邊緣旁之影像灰階值必然不同，當取微分時，在邊緣上會呈現非常大梯度值，藉由調整影像灰階值的臨界值參數可強化邊緣，但二維小波轉換則是一種效果較佳的影像邊緣偵測方法，當取小波轉換時，在影像邊緣上亦會呈現非常大的梯度值。在電腦視覺或影像處理上經常使用動態輪廓或蛇行模式來偵測物體的邊界或邊緣。
在物體紋路及表面瑕疵檢測上亦有其應用，由於小波轉換有局部性處理的能力，對於小區域之瑕疵能有效凸顯，其頻率特性使得在處理瑕疵上不易受環境影響。相對於頻率域之轉換方法，小波轉換處理速度快，因不須事先經過訓練與繁複的數學計算，使得小波轉換在速度處理上獲得不錯效果，其具有多解析(Multi-resolution)與多尺度(Multi-scale)能力，使得在處理紋路瑕疵上不會產生方塊效應。小波轉換不會變動影像物體的相對位置，且保留紋路與瑕疵的空間關係與影像大小。

### 音樂訊號分析
小波轉換亦可用在音樂訊號上，像是樂器自動辨識的應用，第一種為先使用一維小波轉換將聲音訊號分解為不同頻率範圍的各個頻帶，接著再對各個頻帶中擷取能量平均值以及能量標準差視為一維小波轉換之特徵向量。而第二種方法為先將聲音訊號轉成頻譜圖並視為一張二維影像，對此頻譜圖做二維小波轉換分解出各個頻帶，再對頻帶中擷取能量平均值和能量標準差做為二維小波的特徵向量。最後，利用相鄰近似法使用歐基里德距離來計算測試資料的特徵向量和每一樂器的特徵向量之距離，並取最小距離為辨識結果的樂器類別。
而小波轉換也常用在音樂訊號的壓縮，由於人耳對聲音各頻帶是有其感知力的，故有些頻帶人無法聽見，有些頻帶人耳特別靈敏。利用離散小波轉換來將音樂訊號做高低頻切割多次，就可以將原訊號分成許多子頻帶(sub-band)，但傳統離散小波轉換計算架構，將波型分成高頻與低頻後，下一次的切割只對低頻做切割，故沒辦法完全分割出與人耳感知頻帶相符合的子頻帶。於是提出更精細的計算架構，稱為離散小波包轉換(discrete wavelet packet transform)，原理就是音樂訊號受分成高頻訊號後，會再做分割。一段音樂訊號就可以受分割成更貼近人耳25個頻帶的訊號，這樣的分割法更優於一般傅立葉分析所使用的濾波器，從這些子頻帶中，找出能夠被屏蔽的訊號，濾除之後，就可以將原本音樂訊號檔案大小壓縮了。
在辨識音樂訊號的樂譜上也有其應用，音樂訊號由一個個音符組成，而每個音符以特定的節奏出現，通常是成群的諧音出現，若要分辨出一段訊號最主要的頻率為何，必須濾除其泛音才能判斷，而由離散小波轉換的多重解析度分割就可以將泛音區隔在不同的子頻帶中，而且訊號中的雜訊也可以依同樣方法被濾除。由於是要偵測transient 現象，基於要偵測什麼樣的訊號就使用跟它很像的訊號當作基底拆解它這個原則，故在選擇小波基底時，就要選擇較有突然劇烈變化的母小波，如此一來小波轉換後的小波係數，能量就會聚集在原訊號有劇烈變化之處了，由此方法可有效辨識音樂訊號的音高(也就是頻率)。
音樂訊號簡易壓縮
原始音樂訊號　-> MDCT ->去除不重要的係數 -> IMDCT -> 輸出結果
MDCT: Modified Discrete Cosine Transform

### 遙測影像分析
連續小波轉換常應用於遙測影像分析上，如海底地形之解析，利用具有分析非均勻訊號的高維連續小波轉換理論作為遙測影像的分析工具，從中求取影像波浪譜，再從影像波浪譜中反算出觀測區域的水深值。傳統的研究多將海洋遙測影像假設為均勻(homogeneous)的海面影像，並採用受分析影像為均勻性前提所發展出的方法進行譜轉換，其分析所得之影像譜實際上為整個遙測影像波數譜的平均值。然而自然界的訊號常存在有非均勻的特性，近岸海域的波浪亦不例外。為能從分析非均勻影像訊號中分析得到合理且準確的水深資訊，可引入非均勻訊號分析理論-小波轉換。如高維小波轉換理論可應用在分析海洋遙測影像之研究，藉以從中計算出底床地形的資訊，透過小波轉換的非定常訊號的解析能力，可將整張遙測影像分解為不同的子影像，每一塊子影像區域的波場理論上具有一定程度之均勻性，再進而從各子影像中求解水深值，藉以描繪出觀測海域的水深資訊。

### 生物醫学訊號分析
離散小波轉換亦常應用在生醫領域中，因為其具有較低的複雜度與較佳的時域-頻域分析之特性，而受選擇作為分析生醫訊號的方法。心電圖 (Electrocardiography) 與腦波圖 (Electroencephalography) 是兩項常見的生醫應用。在心電圖方面，為了診斷心臟相關疾病，可使用離散小波轉換去除原始訊號中冗餘的特徵，並由重建的訊號中偵測R-R區間。
小波分析被廣泛應用於將心電圖信號分解為不同頻帶，提取與疾病相關的重要特徵，如平均值、中位數、標準差、均方根值及熵等統計指標。這些特徵用於訓練機器學習模型，如支持向量機（SVM）、隨機森林和多層感知機（MLP），以分類心律失常和心肌梗塞等心臟疾病。離散小波變換（DWT）因其高效的多層分解特性而廣泛使用，可以將信號精確分解到不同頻率。
一般而言，病患之心電圖時常需要全天候的觀察與分析，因此資料量相當龐大，此時便需要很大的儲存空間來儲存這些資料，因此有必要將心電圖之資料加以壓縮，才可有效減少所需之儲存設備成本。訊號的壓縮可分為無失真(lossless)壓縮和失真(lossy)壓縮兩種，若是依傳統醫學觀念，或許應該使用無失真壓縮，才可避免因資訊不完整而造成誤診等醫療疏失，但由於傳送資訊之網路頻寬有限且資料龐大，因此使用失真(lossy)壓縮以達到更大的壓縮效率已成必然，在增大壓縮效率的同時，亦可保證其重建訊號之可靠度，以避免不必要的醫療疏失便是一重要課題，小波轉換便可達到此項目標。
而小波轉換亦有去除不必要雜訊之功用，以正確判讀心電圖，此方法稱為小波係數臨界法(wavelet coefficients thresholding)，訊號經小波轉換後，雜訊會成為較小的訊號(low scale)，因此將較小scale的訊號去除，即可去除雜訊，一般的做法為設立一臨界值，將低於此臨界值的訊號捨棄，高於臨界值的訊號保留。而選擇臨界值的方式有兩種，一種為硬式臨界值(hard threshold)，其臨界值為一常數，不隨輸入訊號改變而改變，此法優點為設計簡單，但得到的結果並不理想，若改由不同輸入訊號形成不同臨界值，則稱為軟式臨界值，將經小波轉換後每一頻帶之變異數(variance)開根號後形成標準差，而後以標準差當作參數作為臨界值，此法產生之臨界值會因輸入訊號長度的不同而改變。小波去噪技術在清除心電圖中的各類噪聲（如肌電噪聲和基線漂移）方面表現突出。研究顯示，使用適當的小波（如Daubechies家族的db4、db6和Symlet sym5）進行三層分解，能有效濾除高頻和低頻噪聲，同時保留信號的重要特徵。這些去噪技術已在嵌入式系統中應用，用於即時新生兒ECG監測和遠程醫療設備。
小波分析與深度學習技術結合成為新的研究熱點。例如，連續小波變換（CWT）將心電圖信號轉換為時頻圖，然後輸入卷積神經網絡（CNN）進行自動化分類。這種方法能捕捉時間和頻率特徵，提高對心律失常的檢測準確性。此外，使用小波散射特徵進一步增強深度學習模型的泛化能力，改善在多源數據中的表現。小波技術在物聯網醫療設備（IoMT）中的應用逐漸增多，特別是在新生兒乾電極心電圖的噪聲消除和實時分析中表現出色。助小波變換，心電圖可以被分割成心跳級的片段，並用於同時檢測多種類型的心臟疾病，例如房顫、心房撲動和心肌缺血。
另一個小波轉換在生醫領域的應用則是應用在腦電圖上，早期腦電圖訊號分析技術，普遍以傅利葉轉換為主，近年來，小波轉換技術逐漸獲採用，其特性在對於未知訊號的頻率分佈，在時間軸上可以得到很好的解析度，適合應用於腦波的不穩定訊號分析處理。再配合類神經網路非線性分辨能力，可有效分辨α波、β波。
亦有一個應用是在於腦電圖中正常的背景訊號與不正常的尖峰訊號之區分，患有癲癇的病人其不正常的尖峰訊號其形狀會類似一個凸起的尖峰，故此訊號可稱為尖峰訊號(spike)，利用多重解析變換的小波轉換(multi-resolution wavelet transform)可用來分析這類型態類似、但大小區間變異很大的癲癇訊號。

### 交通領域的應用
小波分析在交通領域中有多樣的應用，這些應用已有許多學者提出研究與相應的解決方法，例如路面不平度分析、車輛震動分析等。
由於小波分析有非常適合拿來分析非平穩訊號的特性，所以也可以拿來分析車輛故障診斷訊號，並且進一步建構出故障診斷所需要的特徵、又或者是分析出有利於診斷的資訊。

### 變速器軸承故障診斷
變速器是汽車傳動系統的一個部分，它對汽車而言十分重要，但是卻容易面對損壞的問題。變速器是由齒輪所構成，這些齒輪的軸承和工作狀況非常複雜，並且因著變速器性能的提高，導致結構越來越複雜，傳統的方法，例如說直接拆開解體診斷已經很難解決修繕問題，因此亟需一個更好的方法來做故障診斷。
滾動軸承的故障類型，可以按震動訊號的特徵分為兩類，一種是表面損傷類故障，例如點蝕、剝落、擦傷等。另一類則稱為磨損故障。
對於表面損傷類故障，當損傷處經過軸承元件表面時，會產生一個有異的衝擊脈衝寬帶訊號，進而引起軸承的震動，這樣的震動就是損傷類故障引起的震動訊號的基本特徵。但是，這種由表面損傷故障引起的震動響應往往會被較大的震動訊號所掩蓋，導致無法很好地從功率譜中分辨。
訊號處理方法就是一個很好的手段。不過，傳統的頻譜分析方法較適合用來分析平穩訊號，而對於變速器，齒輪故障時會產生各樣的震動訊號，這些訊號與時間有相當大的相依性。對這樣特性的訊號處理，用傳統方法單獨在頻域或時域進行分析，卻沒辦法看出如此的相依性。
小波分析在此時就能很好的解決上述的問題，因為此方法能將時域和頻域結合起來，精確地表達訊號的時頻特徵。並且，小波分析應用於變速器的故障診斷中，可以做到在不用拆解變速器的前提下，很好地檢測故障。
小波分析因為可以同時分析訊號時域與頻域，所以便可以利用小波分析對檢測的訊號進行轉換，然後針對具有故障訊號特徵的訊號進行重構，再進一步透過希爾波特變換進行解調以及細化頻譜分析，至此，故障訊息成分就可以檢測出來，進一步判斷發生故障的部位為何處。

### 汽車變速器齒輪故障診斷
點蝕是一種常見的齒輪故障方式。在齒輪嚙合之時，齒面上的點蝕處會產生異常的衝擊脈衝訊號，若能檢測異常訊號便可以找到故障的位置所在。
但是在實際的訊號中，異常訊號往往受到各種雜訊的干擾。因此，利用小波分析的去除雜訊功能，就可以分離並檢查出微弱的故障訊號。

### 路面不平度分析
汽車駕駛在不平的路面時，所造成的震動不僅影響汽車的行駛，更會影響汽車零件的使用壽命。因此，路面不平度的研究是一個重要的議題。
路面的不平度會讓汽車在行駛過程中產生震動，如此的路面不平度程度是車輛運動分析中的一個輸入。
不過應如何描述汽車的震動？若要精確描述，不僅需要對車輛動力學系統有所了解，而且也要知道道路所造成的干擾有怎樣的性質。
由此可知，路面不平度的表示方法，是進行車輛震動響應計算的重要基礎。
自迴歸模型（AR），是統計上一種處理時間序列的方法，在此用於路面不平度的模擬，可以得到良好的效果。
路面不平度由於是車輛對路面的震動響應，所以會有隨機和不穩定的性質，並且取得的訊號中還含有大量的雜訊。
如果直接對取得的含有雜訊的訊號進行分析，則必定會有誤差。
小波分析因為可以針對時頻兩域進行分析，也有濾波的性質，因此將小波分析拿來解決路面不平度的問題，不僅可以降低雜訊，也能同時分析訊號的時頻特性。
這樣的分析方法，可以對路面不平度有更多的瞭解，並讓我們更好的知道車輛的震動情形。

### 車輛非平穩震動分析
車輛的震動會導致行駛的不平穩，因此對車輛的震動研究並降低不平穩性十分重要。
但是，一般而言車輛大部分是在非定速的情況下行駛，例如說起步的加速或者是停止的減速等。
這樣看來，汽車的系統訊號是非平穩訊號。而小波轉換作為一種時頻分析方法，可以很有效的處理非平穩訊號。因此，小波轉換很適合拿來分析車輛行駛中的各樣訊號。
 

### 在電力負載訊號處理中的應用
一個好的電力系統，必須要安全而可靠的運行。若要安全可靠的運行，必須要隨時對電力系統進行運行狀態監測，並且根據蒐集到的電力訊號來觀察與判斷電力系統的運行狀態。
如果電力系統發生了故障，那麼在故障的瞬間，往往電力訊號會產生變異，如果能及時蒐集到這樣變異的訊號發生的時刻與大小，就能更有利於故障的排除，使電力系統恢復正常，並且提高電力系統的可靠度。但是，電力系統的監測過程中，所蒐集到的監測訊號往往含有大量的背景雜訊，使得用傳統的方法來做故障診斷帶來了不小的困難。
因此，在電力系統負載訊號處理中，引入能處理瞬時訊號、去除雜訊的小波分析是近期學者研究的重要方向。

### 在影像去除雜訊中的應用
影像去除雜訊，是一個常見的問題，在訊號處理中也是一個經典問題。
一般傳統的去除雜訊方法，會採用平均或者線性的方法來去除雜訊，例如說使用一種常見的線性濾波器稱為維納濾波器（Wiener filter）。但是，去除雜訊效果並不夠好。
另外，由於小波分析有非常好的時頻特性，也有多分辨率的性質，可以提取訊號與雜訊的特徵，對訊號波形細節也有很好的分辨率，因此應用在影像去除雜訊中，是一個可行的方向，另外它也可以看做是一個非線性的處理方法。
小波能夠去除雜訊，主要是因為小波有以下這些特點：
1. 小波係數的分佈稀疏，可以使影像經過變換後的熵降低。
2. 小波可以非常好地表示訊號的非平穩特性，例如突然發生變化之處，或者是中斷點等，因此允許在不同解析度下，依照訊號和雜訊的分佈來去除雜訊。
3. 小波變換可對訊號做去相關，並且雜訊在變換後會白化，所以更利於去除雜訊。
4. 小波轉換可以自由地選擇基函數，也可以自由地選擇小波母函數。
5. 小波轉換可以依照訊號特點和去除雜訊要求選擇多帶小波、小波包等。

一種常用的影像去除雜訊方法是小波閾值去除雜訊方法，它簡單，效果又好，因此受到廣泛的使用。
閾值去除雜訊方法的步驟非常容易。首先，對小波進行分解後，對各係數分類模大於和小於某閾值，再分別進行處理，然後再利用處理後的小波係數，重新還原出去除雜訊後的影像。
在閾值去除雜訊方法中，閾值函數代表的是對小波分解係數不同的處理方法，還有不同的估計方法。
一般來說，閾值函數可以分成硬閾值函數及軟閾值函數。
硬閾值函數的優點是較可以保留影像邊緣的特徵，缺點是影像會出現偽吉布斯效應。
軟閾值函數處理上比較平滑，缺點是可能會導致邊緣模糊。
小波閾值去除雜訊方法不僅要很好的選取閾值，也要處理閾值的估計。
閾值太小會導致去除雜訊去的並不乾淨；而如果閾值太大，又可能將重要的影像特徵濾除。
一般來說，對小波係數，閾值會隨著雜訊越大而設的越大。
影像訊號的小波去除雜訊的方法和一維訊號的去除雜訊的基本概念完全和同，不同的地方在於，此時影像訊號為二維，因此選用二維小波分析工具。
也就是說，對二維影像訊號的去除雜訊方法也能用在一維訊號的去除雜訊。
二維小波分析用於影像去除雜訊的步驟如下：
步驟1：將二維影像訊號做小波分解
選擇適合的小波，以及恰當的分解層次N，決定好後對所要分析的二維影像訊號進行N層分解。
步驟2：分解後的高頻係數，對它進行閾值量化
對分解的每一層，都要選擇一個適中的閾值，然後對每一層高頻係數做軟閾值量化。
步驟3：二維小波重新還原影像訊號
進行小波轉換後，第N層的近似值，也就是低頻係數，加上經過閾值量化的各層細節，也就是高頻係數，兩者可以拿來重新還原影像訊號。

### 在影像增強中的應用
一般來說，如果攝影、掃描等方法得到的影像品質沒那麼好，影像的對比度不夠，就會讓影像看起來比較模糊。
因此，為了讓影像更清楚，就必須提高影像的對比度，而影像增強，就是一個能提高對比度的處理技術。
不過，影像增強技術並不能增加影像本身自帶的訊息量，它是透過突出某些的特徵，使影像更能受識別。
影像增強的目標就是將影像中所感興趣的特徵的對比度放大，使影像更容易受理解，並且減少影像中的雜訊，使影像的品質提高。
一般來說，常用的增強技術可以分為兩種：基於影像域，或者基於變換域。
基於影像域的方法，是直接對影像的像素點進行運算。
基於變換域的方法，比起基於影像域的方法，顯得比較複雜。首先要將影像從空間域映射到另外某個域內（當然最常用的是從時域映射到頻域），然後再修正相應域內的係數，用以提高影像的對比度。
而在使用小波轉換處理影像增強時，小波轉換會先將影像分解成大小、位置和方向都不同的分量。然後，在做逆轉換之前，可以依照需要對不同的分量改變那些係數的大小，就能有讓某些感興趣的分量放大而讓某些不需要的分量減小的效果。

## 歷史
第一個小波轉換是阿尔佛雷德·哈尔在 1909年提出來的哈爾小波(Haar wavelet)，但是當時小波的概念並不存在，直到1981年地球物理學家吉恩·莫莱特才提出小波的概念，且小波轉換變成分析地震波的新工具。
之後在1984年吉恩·莫莱特和物理學家亞歷克斯·格羅斯曼發明了"wavelet"一詞，並且對於連續小波轉換和其各種應用有比較詳盡的數學研究。
在1985年之前，大家所熟知的正交小波(orthogonal wavelet)只有Haar小波，然而數學家伊夫·梅耶尔在1985年建立了第二種正交小波，即Meyer小波。接著越來越多人投入這個領域並在1987年法國辦了第一屆國際研討會。
1988年, 史蒂芬·马拉特和伊夫·梅耶尔提出了多解析度的概念，同年(1988)，英格麗·多貝西建立了緊支撐正交小波(compact support orthogonal wavelet)。隔年(1989)史蒂芬·马拉特提出了快速小波轉換。隨著快速小波轉換的發展，許多小波轉換的應用得以實現。
除了先前許多卓越的數學家像是英格麗·多貝西，亞歷克斯·格羅斯曼，史蒂芬·马拉特，伊夫·梅耶尔，罗纳德·德沃尔，羅納德·科夫曼，维克多·魏克尔豪斯在小波理論上都有顯著的貢獻，之後直到現在也陸續有人提出了許多方法和應用。

### 時間軸
- 1909年: 第一個小波（Haar小波）由阿尔佛雷德·哈尔（英语：Alfred Haar）提出
- 1981年: 吉恩·莫莱特提出小波概念
- 1984年: 吉恩·莫莱特和亞歷克斯·格羅斯曼發明了"小波（wavelet）"一詞
- 1985年: 伊夫·梅耶尔建立Meyer小波（英语：Meyer wavelet）
- 1987年: 第一屆國際研討會在法國
- 1988年: 史蒂芬·马拉特（英语：Stéphane Mallat）和 伊夫·梅耶尔 提出了多解析度的概念
- 1988年: 多貝西小波
- 1989年: 快速小波轉換 （FWT）
- 1990年代: 離散小波變換 （DWT）
- 1999年: 方向小波轉換
- 2000年: JPEG2000

## 小波轉換
如果函數{\displaystyle f\in L_{2}(R)}，那麼級數
{\displaystyle \sum _{j\in Z}\sum _{k\in Z}\left\langle f,\psi _{j,k}\right\rangle \psi _{j,k}(t)}
稱作{\displaystyle f}的小波級數，且
{\displaystyle \left\langle f,\psi _{j,k}\right\rangle =\int _{-\infty }^{\infty }f(t)\psi _{j,k}(t)\mathrm {d} t}
為{\displaystyle f}的小波係數。
除连续小波变换和离散小波变换外，针对不同的应用，还有许多不同的小波变换类型。完整的清单参见与小波变换相关变换的清单。以下列举了一些常见的变换：
- 连续小波变换（Continuous wavelet transform，CWT）
- 离散小波变换（Discrete wavelet transform，DWT）
- 快速小波变换（Fast wavelet transform，FWT）
- 小波提升方法（英语：Lifting_scheme）（Lifting scheme）和广义提升方法（英语：Lifting_scheme#Generalized_lifting）（Generalized lifting scheme）
- 小波包分解 （Wavelet package decomposition，WPD）
- 稳定小波变换（Stationary wavelet transform，SWT）
- 分数傅里叶变换（Fractional Fourier transform，FRFT）
- 分数小波变换（Fractional wavelet transform，FRWT）

### 小波轉換的優點
1. 可以同時觀察頻率和時間軸，在頻率高時有較好的時間解析度，在頻率低時有較好的频率解析度。
2. 有快速小波轉換可以加速運算。
3. 可以分離出信號的精細或粗糙成分。
4. 在小波理論中，可以用較少的小波係數去逼近一個函數。
5. 對訊號去噪或壓縮訊號時，不會對訊號造成明顯的破壞。
6. 適用於分析突變訊號，以及奇異訊號
7. 可以分析訊號不同尺度大小樣貌

### 小波轉換的缺點
1. 運算量大，比較難做到即時处理
2. 母小波挑選的限制

### 小波轉換和波的比較
1. 小波的大小對比波的頻率
2. 小波的持续时间有限（窗长有限）對比波的持续时间无限
3. 小波具备空间定位能力（Temporal localization）對比波不具备空间定位能力

### 小波轉換，傅立葉轉換，加伯轉換的比較
傅立葉轉換具有局部性，加伯轉換沒有具有局部性
小波轉換具有局部性，並且可以改變參數來調整頻譜的窗口和結構形狀，進而做到"變焦"的作用.
因此小波分析可以達到多解析度的效果

## 反小波轉換
反小波轉換(Inverse Wavelet Transform):當有某訊號的小波轉換結果，可使用下列式子將原訊號還原
{\displaystyle x(t)={\frac {1}{C_{\psi }}}\int _{0}^{\infty }\int _{-\infty }^{\infty }{\frac {1}{b^{5/2}}}X_{w}(a,b)\psi ({\frac {t-a}{b}})dadb}
其中 {\displaystyle C_{\psi }=\int _{0}^{\infty }{\frac {{|\Psi (f)|}^{2}}{|f|}}df<\infty } (假設 {\displaystyle C_{\psi }} 是 {\displaystyle \infty }，則 {\displaystyle {\frac {1}{C_{\psi }}}=0}，無法還原訊號 )
證明:
{\displaystyle X_{w}(a,b)={\frac {1}{\sqrt {b}}}\int _{-\infty }^{\infty }x(t)\psi ({\frac {t-a}{b}})dt}
如果令 {\displaystyle y(t)={\frac {1}{C_{\psi }}}\int _{0}^{\infty }\int _{-\infty }^{\infty }{\frac {1}{b^{5/2}}}X_{w}(a,b)\psi ({\frac {t-a}{b}})dadb}
則 {\displaystyle y(t)={\frac {1}{C_{\psi }}}\int _{0}^{\infty }x(t)*\psi ({\frac {-t}{b}})*\psi ({\frac {t}{b}}){\frac {db}{b^{3}}}}
{\displaystyle *}是卷積，若是在时间域做卷積，則在频率域是相乘
因此將 {\displaystyle y(t)} 做傅立葉轉換可得出
{\displaystyle Y(f)={\frac {1}{C_{\psi }}}\int _{0}^{\infty }X(f)\Psi (-bf)\Psi (bf){\frac {db}{b}}}
其中 {\displaystyle Y(f)=FT[y(t)],X(f)=FT[x(t)],\Psi (f)=FT[\psi (t)]}
當如果 {\displaystyle \psi (t)} 是實數，則 {\displaystyle \Psi (-f)=\Psi ^{*}(f),\Psi (-bf)\Psi (bf)=\Psi ^{*}(bf)\Psi (bf)={|\Psi (bf)|}^{2}}
所以 {\displaystyle Y(f)=X(f){\frac {1}{C_{\psi }}}\int _{0}^{\infty }{|\Psi (bf)|}^{2}{\frac {db}{b}}}
令 {\displaystyle f_{1}=bf,df_{1}=fab}
{\displaystyle {\begin{aligned}Y(f)&=X(f){\frac {1}{C_{\psi }}}\int _{0}^{\infty }{|\Psi (f_{1})|}^{2}{\frac {df_{1}}{bf}}\\&=X(f){\frac {1}{C_{\psi }}}\int _{0}^{\infty }{|\Psi (f_{1})|}^{2}{\frac {df_{1}}{f_{1}}}\\&=X(f)\end{aligned}}}
因此 {\displaystyle y(t)=x(t).}
- 當如果 {\displaystyle \psi (t)\approx 0,|t|>t_{0}}，則可以將a的積分變成有限範圍

因此反小波轉換可以簡化成:
{\displaystyle x(t)\approx {\frac {1}{C_{\psi }}}\int _{0}^{\infty }\int _{t-bt_{0}}^{t+bt_{0}}{\frac {1}{b^{5/2}}}X_{w}(a,b)\psi ({\frac {t-a}{b}})dadb}
- 當如果尺度函数满足 {\displaystyle \phi (t)\approx 0,|t|>t_{1}} 且 {\displaystyle \psi (t)\approx 0,|t|>t_{0}}，則a和b的積分都可以變成有限範圍，將b的範圍從 {\displaystyle (0,\infty )} 改成 {\displaystyle (0,b_{0})} 和 {\displaystyle (b_{0},\infty )} 且使用修正型的小波轉換，如下:

1. {\displaystyle X_{w}(a,b)={\frac {1}{\sqrt {b}}}\int _{-\infty }^{\infty }x(t)\psi ({\frac {t-a}{b}})dt,0<b<b_{0}}
2. {\displaystyle LX_{w}(a_{0},b_{0})={\frac {1}{\sqrt {b_{0}}}}\int _{-\infty }^{\infty }x(t)\phi ({\frac {t-a}{b_{0}}})dt}
因此反小波轉換可以簡化成:
{\displaystyle x(t)\approx {\frac {1}{C_{\psi }}}[\int _{0}^{b_{0}}\int _{t-bt_{0}}^{t+bt_{0}}{\frac {1}{b^{5/2}}}X_{w}(a,b)\psi ({\frac {t-a}{b}})dadb+\int _{t-b_{0}t_{1}}^{t+b_{0}t_{1}}{\frac {1}{b_{0}^{3/2}}}LX_{w}(a,b_{0})\phi ({\frac {t-a}{b_{0}}})]da}

## 小波列表

### 離散小波
- Beylkin（18）
- Coiflet小波（6, 12, 18, 24, 30）
- 多貝西小波（Daubechies小波） （2, 4, 6, 8, 10, 12, 14, 16, 18, 20）
- Cohen-Daubechies-Feauveau小波，有時稱為「多貝西」9/7 (Daubechies 9/7)或CDF9/7
- 哈爾小波轉換
- Vaidyanathan濾波器（24）
- Symlet
- 複小波變換
- Curvelet、Ridgelet
- Contourlet（英语：Contourlet）

### 連續小波
- 墨西哥帽小波
- 厄爾米特小波
- 厄爾米特帽小波
- 復墨西哥帽小波
- Morlet小波
- 修正Morlet小波
- Addison小波
- 希爾伯特-厄爾米特小波